# 行李服務員

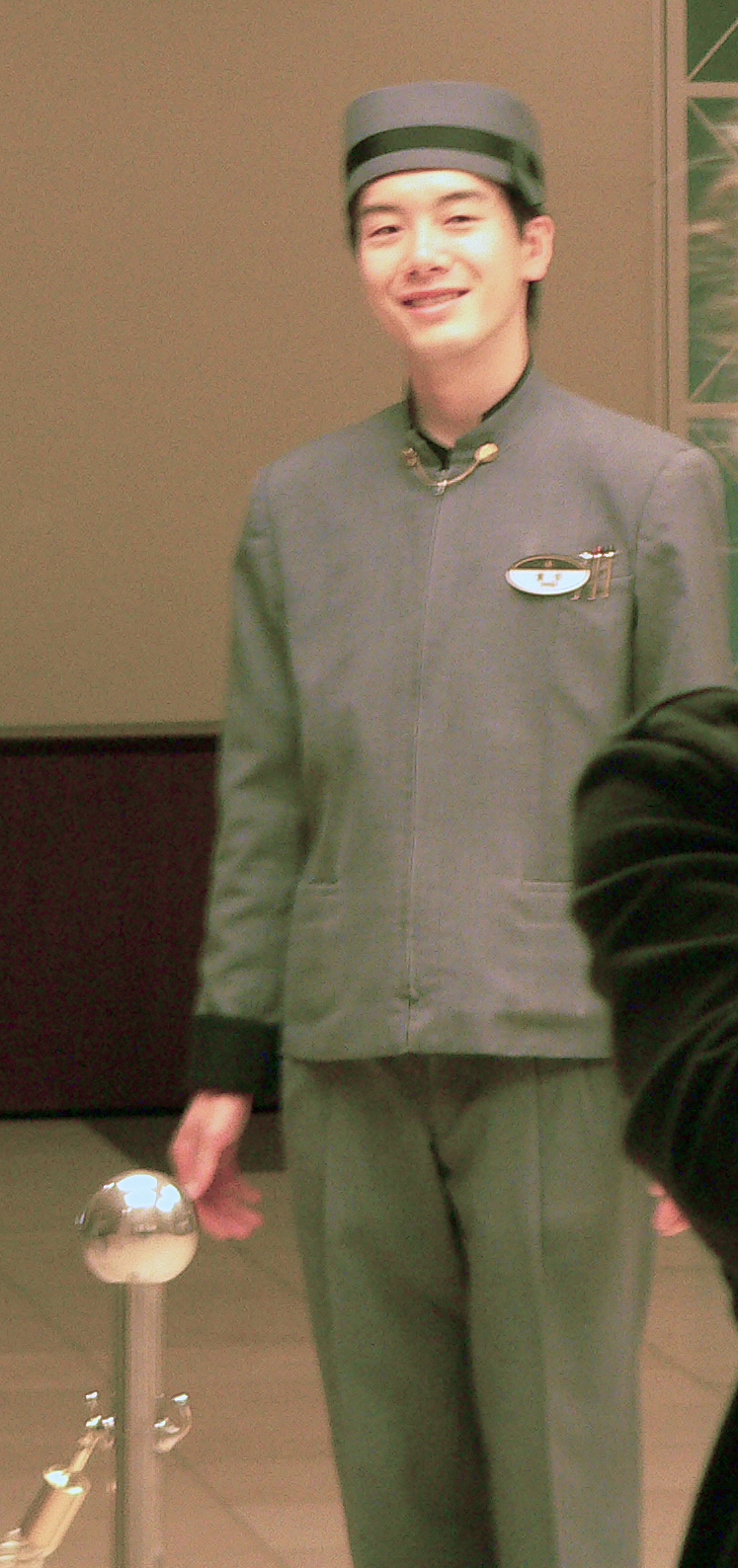
日本酒店服務業的門僮

行李服務員，俗稱為酒店門僮（英語：Bellhop），是被酒店僱傭負責搬運行李的職員。行李服務員在傳統上是由青少年男性擔任，因此稱為bellboy，女性的情況下則稱為bellgirl。這個名字來源於酒店接待員按鈴召喚服務員，服務員應聲而躍至前台接收工作。
行李服務員需要靈敏有機智，善於與人相處及性格外向，他們每天都會遇到各種各樣的人，需要具備與人打交道的社交技巧。行李服務員的職責通常包括開門、搬運行李、代客泊車、呼叫出租車、送行客人，以及響應客人的需求給予建議，並執行基本的禮賓工作。
他們在搬運行李之時，也會護送客人到達客房，在大多數國家習慣於此為行李服務員付出小費。

## 另見
- 跟班
- 男僕（英语：Footman）
- 男僮 (跟班)（英语：Page (assistance occupation)）
- 門衛
- 升降機操作員
- 搬運工
- 機場行李搬運工（英语：Skycap）